# Knæ
Et knæ (latin: genu, regio genus) er et led, der forbinder de to dele af benet. Over knæet er låret og under knæet er underbenet, der består af skinnebenet (tibia) forrest og lægknoglen (fibula) bagerst. Leddet er beskyttet af knæskallen (patella).
Set forfra danner lårknoglen (femur) og skinnebenet normalt en vinkel på 175° i forhold til hinanden. Folk der er kalveknæede har en mindre vinkel (genu valgum) og folk der er hjulbenede har en større vinkel (genu varum).
Dansk forskning har vist, at man kan forhindre op mod 80% af de fod- og knæskader, der opstår i forbindelse med idrætsudøvelse. Det kan blandt andet gøres ved hjælp af specialiseret styrketræning og screeninger.

## Knæskal
En knæskal (latin: patella) er en knogle, der går ind under kategorien af irregulære knogler, men er specifikt en sesamoid knogle. Knæskallen beskytter knæleddet mod skade fra benets forside.

## Billedgalleri
- En kalveknæet mand.
- Røntgenbillede af en to-årig med engelsk syge.
- Real-time MRI af et knæ.